# 후펑

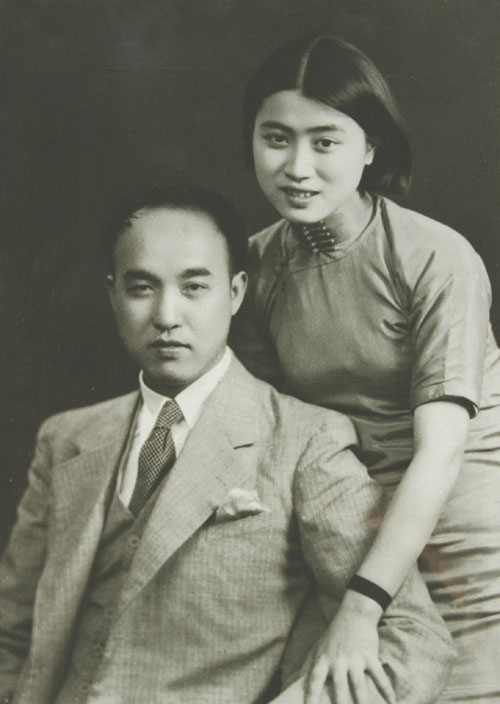
후펑과 그의 아내 메이즈.

후펑(胡風, 1902년 11월 2일 ~ 1985년 6월 8일)은 중국 현대의 평론가, 좌익 작가이다. 본명은 장광인(張光人). 필명은 곡비(谷非)라고도 한다. 후베이성(湖北省) 치춘 사람.
1926-1927년 기간 북벌에 참여하였다. 1929년 일본 유학 후 1931년 일본 공산당에 가입하여 좌련 동경지부를 거쳐 1933년 귀국하여 루쉰의 상하이 중국좌익작가연맹에서 선전부장 등을 맡아 활동하였다. 국방문학논전(國防文學論戰) 등에서 저우양(周揚) 등과 대립하였고, 항일전쟁 중에는 중국 공산당의 영도 하에서 충칭(重慶)에서 <칠월(七月)> <희망(希望)> 등을 발간하여 혁명 활동을 폈으며, 혁명 문학의 '주관적 전투정신(主觀的戰鬪精神)'을 주장하여 <문예강화(文藝講話)> 노선과 다른 혁명 문학 정신을 제창하기도 했다. 중공 정권 성립 이후 중국작가협회 이사, 전인대 위원 등직에서 활동하였고 항미원조 운동을 지지하는 저술을 발표하였다. 그러나 1954년에는 마오쩌둥주의 문예 정책의 근본적 변경을 요구하는 의견서를 제출하여 1955년 중공 지도부로부터 전면적 비판을 받았으며 반혁명분자로 지목되어 체포당했다. 중국 개혁개방 후인 1979년 석방되었으며 1980년대에 와서 중국 공산당에 의해서 복권이 이루어졌다. 죽기 전에, 중국작가협회 고문, 정협 위원 등직을 맡았으며, 1985년 베이징에서 사망하였다.

## 같이 보기
- 루쉰
- 저우양 (평론가)